# پلیزنت گروو (کالیفرنیا)
پلیزنت گروو (به انگلیسی: Pleasant Grove) یک منطقهٔ مسکونی در ایالات متحده آمریکا است که در شهرستان سوتر، کالیفرنیا واقع شده‌است. پلیزنت گروو ۱۴٫۹۴ متر بالاتر از سطح دریا واقع شده‌است.